# إيوالد سيبولا
إيوالد سيبولا (بالبولندية: Ewald Cebula)‏ مواليد 22 مارس 1917 في شفينتوخوفيتسه، بولندا - الوفاة 01 فبراير 2004 في خوجوف، هو لاعب كرة قدم بولندي سابق، كان يلعب في مركز الهجوم. سبق له أن لعب في كأس العالم لكرة القدم مع منتخب بلاده في مونديال عام 1938. كما لعب مع المنتخب في دورة الألعاب الأولمبية الصيفية عام 1952.

## المسيرة الاحترافية

### أندية لعب لها
- رتش شوروزو

## روابط خارجية
- إيوالد سيبولا على موقع الاتحاد الدولي (مؤرشف)  (الإنجليزية)
- إيوالد سيبولا على موقع قاعدة بيانات كرة القدم.إي يو (الإنجليزية)
- إيوالد سيبولا على موقع Soccerway.com (الإنجليزية)
- إيوالد سيبولا على موقع عالم كرة القدم.نت (الإنجليزية)
- إيوالد سيبولا على موقع أوليمبيديا (الإنجليزية)
- إيوالد سيبولا على موقع اللجنة الأولمبية البولندية (مؤرشف) (البولندية)